# Сверхновая типа II

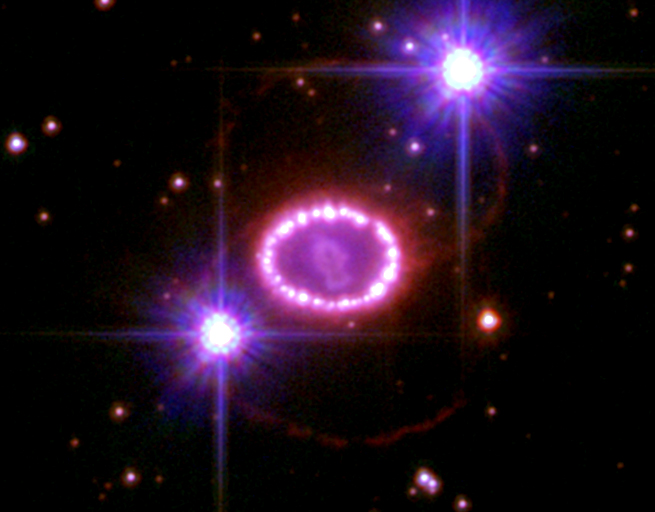
Расширяющийся остаток SN 1987A, сверхновой типа II-P в Большом Магеллановом Облаке. Изображение НАСА

Сверхновая II типа (англ. Type II supernova) — тип сверхновой звезды с коллапсирующим ядром, в которой в результате быстрого сжатия и последующего мощного взрыва массивной звезды происходит резкий (в 108 — 1010 раз) рост светимости звезды. Чтобы такой взрыв стал возможен, масса звезды должна превышать массу Солнца (M⊙) по крайней мере в 8 раз, но не более чем в 40-50 раз. Классификация сверхновых основана на различии в их спектрах, и сверхновые типа II можно определить по характерной спектральной серии водорода. Такие сверхновые, как правило, наблюдаются в спиральных рукавах галактик и в областях Н II, но не в эллиптических галактиках.
Энергия в звёздах выделяется в результате реакций термоядерного синтеза элементов. В отличие от Солнца, большие звёзды обладают массой, необходимой для термоядерного синтеза элементов с атомной массой, большей, чем водород и гелий. Так как температура и давление внутри звезды при этом гораздо выше, жизненный цикл таких звёзд короче. Давление отталкивания электронов и энергия, генерируемая реакциями синтеза, являются достаточными для поддержания равновесия звезды, — когда эти процессы противостоят силе сжатия и удерживают звезду от коллапса. Звезда синтезирует элементы со всё более высокими массами, начиная с водорода и гелия, а затем двигаясь через периодическую таблицу до тех пор, пока не будет образовано железо и никель. Термоядерный синтез железа и никеля не даёт выхода энергии, достаточного для синтеза более тяжёлых элементов, поэтому никель и железо постепенно накапливаются в центральной зоне звезды, образуя ядро с пониженным содержанием лёгких элементов, участвующих в термоядерном синтезе. Из-за нехватки энергии снижается противодействие внешнему давлению, равновесие нарушается, и центральное ядро сжимается массой внешних оболочек звезды.
Когда масса сжатого центрального ядра превышает предел Чандрасекара (около 1,4 M⊙), энергии отталкивания электронов уже недостаточно для противодействия гравитационному сжатию. Катастрофическая имплозия ядра происходит в течение нескольких секунд. Без противодействия схлопнувшегося внутреннего ядра, внешнее вещество коллапсирует под действием силы тяжести и достигает скорости до 23 % от скорости света, а стремительное сжатие увеличивает температуру внутреннего ядра до 100 миллиардов кельвинов. В результате начинают протекать реакции нейтронизации, образуя при этом нейтроны и нейтрино. Это вызывает быструю потерю энергии, уносимой образующимися нейтрино, высвобождая около 1046 Дж (100 foe) в десятисекундном взрыве. Коллапс внутреннего ядра останавливается нейтронным вырождением — начинает сказываться отталкивание между нуклонами атомного ядра (протонами, нейтронами), заставляя имплозию развернуться и направиться наружу. Энергии этой расширяющейся ударной волны достаточно, чтобы разрушить внешние слои звезды и увеличить их скорость, образуя взрыв сверхновой. Взрыв оказывается настолько мощным что позволяет синтезировать элементы, более тяжёлые, чем железо. В зависимости от начального размера звезды остатки ядра образуют нейтронную звезду или чёрную дыру. Из-за основного механизма образовавшаяся сверхновая звезда также называется сверхновой с коллапсирующим ядром.
Существует несколько категорий взрывов сверхновой II типа, которые классифицируются на основе полученной кривой блеска (графика блеска в зависимости от времени) после взрыва. В сверхновых типа II-L наблюдается устойчивое линейное снижение кривой блеска после взрыва, тогда как тип II-P наблюдается период более медленного снижения (плато) их кривой блеска, за которым следует нормальное снижение. Сверхновые типа Ib и Ic — это массивные звёзды с коллапсирующим ядром, которые сбросили водородную и (для типа Ic) гелиевую оболочку. В результате в их спектре отсутствуют эти элементы.

## Формирование

Похожие на луковые слои массивной, эволюционирующей звезды незадолго до коллапса ядра. (Не в масштабе.)

Звёзды, гораздо более массивные, чем Солнце, эволюционируют довольно сложным образом. В ядре звезды из водорода синтезируется гелий с высвобождением тепловой энергии, которая обеспечивает давление расширяющегося газа. Это давление удерживает звезду от гравитационного коллапса или, иными словами, обеспечивает так называемое звёздное или гидростатическое равновесие. Образующийся гелий постепенно накапливается, так как температура в ядре ещё недостаточно высока для его горения и синтеза новых элементов. В конце концов водород в ядре исчерпывается, энерговыделение от его горения уменьшается и сила тяжести заставляет ядро сжиматься. Это сжатие повышает температуру достаточно для того чтобы инициировать более короткую фазу термоядерной реакции с участием гелия, на которую приходится менее 10 % общей продолжительности жизни звезды. У звёзд массой менее 8 солнечных углерод, образующийся при слиянии гелия, не вступает в реакции синтеза, и звезда постепенно остывает, становясь белым карликом. Белые карлики, если у них есть близкий спутник в виде красного гиганта, могут стать сверхновой типа Ia за счёт аккреции материи от своего соседа.
Однако более крупная звезда достаточно массивна для того, чтобы при очередном сжатии, когда исчерпывается и гелий, в ядре начал гореть углерод. Центральные области этих массивных звёзд становятся слоистыми, как лук, по мере того, как в центре накапливаются более тяжёлые атомные ядра: во внешних оболочках водород выгорает в гелий, затем следует слой гелия, превращающегося в углерод через процесс тройной гелиевой реакции и далее идут слои со всё более тяжёлыми элементами. В звезде этот процесс постоянно эволюционирует, претерпевая повторяющиеся стадии: когда термоядерный синтез очередного элемента прекращается, ядро сжимается до тех пор, пока давление и температура не станут достаточными для начала следующего этапа синтеза, останавливающего сжатие.
| Процесс                  | Основное топливо | Основные продукты              | Звезда в 25 Mʘ[5] | Звезда в 25 Mʘ[5] | Звезда в 25 Mʘ[5] |
| Процесс                  | Основное топливо | Основные продукты              | Температура (К)   | Плотность (г/см3) | Продолжительность |
| ------------------------ | ---------------- | ------------------------------ | ----------------- | ----------------- | ----------------- |
| Горение водорода         | водород          | гелий                          | 7×107             | 10                | 107 лет           |
| Тройная гелиевая реакция | гелий            | углерод, кислород              | 2×108             | 2000              | 106 лет           |
| Горение углерода         | углерод          | Ne, Na, Mg, Al                 | 8×108             | 106               | 103 лет           |
| Горение неона            | неон             | O, Mg                          | 1,6×109           | 107               | 3 года            |
| Горение кислорода        | кислород         | Si, S, Ar, Ca                  | 1,8×109           | 107               | 0,3 года          |
| Горение кремния          | кремний          | никель (распадается на железо) | 2,5×109           | 108               | 5 дней            |

## Гравитационный коллапс ядра
Фактор, ограничивающий процесс горения звезды, — это количество энергии, выделяющейся при термоядерном синтезе, которая зависит от энергии связи, удерживающей нуклоны в атомном ядре. Каждый дополнительный шаг производит всё более тяжёлые ядра, которые при синтезе выделяют всё меньше энергии. Кроме того, при ядерном горении углерода происходит значительная потеря энергии через легко покидающие звезду нейтрино, что приводит к более скоротечной реакции, чем в остальных случаях. Это продолжается до тех пор, пока не образуется никель-56, который радиоактивно распадается на кобальт-56, а затем на железо-56 в течение нескольких месяцев. Поскольку железо и никель имеют самую высокую энергию связи на нуклон среди всех элементов, энергия в звезде не может быть получена путём дальнейшего термоядерного синтеза, и никель-железное ядро растёт. Это ядро находится под огромным гравитационным давлением. Поскольку нет источника энергии для дальнейшего повышения температуры звезды, гравитационное сжатие сдерживается только давлением отталкивания электронов. В этом состоянии вещество настолько плотно, что дальнейшее уплотнение потребует, чтобы электроны занимали одни и те же энергетические уровни. Однако такая ситуация невозможна для идентичных фермионных частиц, таких как электрон, согласно принципу исключения Паули.
Когда масса ядра превышает предел Чандрасекара, составляющий примерно 1,4 Mʘ, давление отталкивания электронов больше не может сдерживать сжатие, и возникает катастрофический коллапс. Внешняя часть ядра устремляется к центру звезды со скоростью достигающей 70 000 км/с (23 % скорости света). Быстро сжимающееся ядро нагревается, излучая высокоэнергетические гамма-лучи, которые расщепляют ядра железа посредством ядерного фотоэффекта с испусканием ядер гелия и свободных нейтронов. По мере увеличения плотности ядра становится энергетически выгодной реакция нейтронизации в которой электроны и протоны сливаются через обратный бета-распад, создавая нейтроны и элементарные частицы, называемые нейтрино. Поскольку нейтрино редко взаимодействуют с нормальным веществом, они легко могут уйти из ядра, унося энергию и ускоряя коллапс, происходящий в течение миллисекунд. Когда внутренняя область отделяется от внешних слоёв звезды, некоторые из этих нейтрино поглощаются внешними слоями звезды, до конца неизученным образом начиная взрыв сверхновой.
Для сверхновых II типа при достижении плотности, сравнимой с плотностью атомного ядра, коллапс, в конце концов, останавливается силами отталкивания между нейтронами. Эти силы обусловлены как сильным взаимодействием так и давлением вырождения нейтронов. Когда коллапс прекращается, сжимающееся вещество расталкивается, создавая ударную волну, распространяющуюся наружу. Реакции деления атомных ядер также как и реакции захвата электронов могут уменьшить энергию выброса и затормозить волну на пробеге в 100—200 километров.
Фаза коллапса ядра настолько коротка и энергична, что вырваться могут только нейтрино. По мере того, как протоны и электроны объединяются, образуя нейтроны посредством электронного захвата, создаётся электронное нейтрино. В типичной сверхновой II типа новообразованное нейтронное ядро имеет начальную температуру около 100 миллиардов кельвинов, что в 104 раза больше температуры ядра Солнца. Большая часть этой тепловой энергии должна быть потеряна, иначе возникновение стабильной нейтронной звезды невозможно, так как нейтроны попросту «выкипают». Такая утечка энергии достигается путём дальнейшего высвобождения нейтрино. Эти «тепловые» нейтрино создаются в результате осцилляции в виде пар нейтрино-антинейтрино всех ароматов, которых в несколько раз больше нейтрино высвобожденных электронным захватом. Эти два механизма рождения нейтрино преобразуют гравитационную потенциальную энергию коллапса в десятисекундный всплеск нейтрино, высвобождая около 1046 Дж (100 foe).
Через процесс, который не ясно понят, около 1 % или 1044 Дж (1 foe) высвобождаемой энергии (в виде нейтрино) повторно поглощается заторможенной ударной волной, вызывая взрыв сверхновой. Нейтрино, испускаемые сверхновой SN 1987A, позволили ведущим астрофизикам сделать вывод, что теоретическая картина коллапса ядра в основном правильна. Водяные приборы Kamiokande II и IMB обнаружили антинейтрино теплового происхождения, в то время как баксанский прибор на основе галлия-71 обнаружил нейтрино (лептонное число = 1) либо теплового происхождения, либо электронного захвата.

В массивной, эволюционирующей звезде (a) элементы луково-слоистых оболочек подвергаются термоядерному синтезу, образуя никель-железное ядро (b), которое достигает массы Чандрасекара и начинает коллапсировать. Внутренняя часть ядра сжимается в нейтроны (c), вызывая взрыв материи (d) и формируя наружную ударную волну (красный). Ударный фронт начинает затормаживаться (e), но он активизируется нейтринным воздействием. Окружающая материя выбрасывается (f), оставляя только новообразованный остаток.

Если масса исходной звезды менее 20 Mʘ, то, в зависимости от силы взрыва и количества коллапсирующего материала, новообразованный остаток ядра становится нейтронной звездой. Если масса была больше, то остаток превращается в чёрную дыру. Теоретический предел массы для такого сценария составляет около 40-50 Mʘ. Выше этого предела считается, что звезда преобразуется в чёрную дыру напрямую, без взрыва сверхновой, хотя неопределённости в моделях коллапса сверхновых делают расчёты этих пределов неточными.

## Теоретическое описание модели взрыва сверхновой
Стандартная модель в физике элементарных частиц является теорией, которая описывает три из четырёх известных фундаментальных взаимодействий между элементарными частицами, составляющими всю материю. Эта теория позволяет предсказать, как частицы будут взаимодействовать при различных условиях. Энергия частиц в сверхновой составляет обычно от одного до ста пятидесяти пикоджoулей (от десятков до сотен МэВ). Эта энергия достаточно мала, поэтому предсказания, полученные из Стандартной модели физики частиц, в основном корректны. Но высокая плотность может потребовать внесения поправок в Стандартную модель. В частности, ускорители частиц на Земле могут создавать ситуации взаимодействия частиц, имеющих гораздо более высокую энергию, чем в сверхновых. Однако в этих экспериментах взаимодействие происходит между малым числом частиц, и вполне вероятно, что высокие плотности внутри сверхновой создают неизвестные эффекты. Взаимодействия между нейтрино и другими частицами в сверхновой происходят посредством слабого ядерного взаимодействия, которое считается хорошо изученным. Однако взаимодействие между протонами и нейтронами осуществляется посредством сильного ядерного взаимодействия, которое гораздо менее изучено.
Основная нерешённая проблема у сверхновых II типа заключается в том, что не понятно, как всплеск нейтрино передаёт свою энергию остальной части звезды, создавая ударную волну, которая заставляет звезду взорваться. Из приведённого выше обсуждения видно, что только один процент энергии необходимо перенести для создания взрыва. Но объяснить то, как происходит этот процесс передачи энергии, оказывается очень сложно, хотя и считается, что участвующие во взаимодействии частицы хорошо изучены. В 1990-х годах одна из моделей заключалась в конвекционном обмене, исходя из предположения, что конвекция, либо с участием нейтрино снизу, либо с веществом, падающим сверху, завершает процесс уничтожения звезды-предшественника. Элементы тяжелее железа образуются во время этого взрыва через захват нейтронов и от давления нейтрино, прижатых к границе «нейтринной сферы». Взрыв сверхновой выбрасывает в окружающее пространство облако газа и пыли, которое гораздо богаче тяжёлыми элементами, чем материал, из которого первоначально состояла звезда.
Нейтринная физика, которая смоделирована Стандартной моделью, имеет решающее значение для понимания этого процесса. Другой важной областью исследования является гидродинамика плазмы, составляющей умирающую звезду. От того, как плазма ведёт себя во время коллапса ядра, зависит когда и как формируется «ударная волна», а также когда и как она «затормаживается» и активизируется.
Фактически, некоторые теоретические модели включают в себя гидродинамическую нестабильность в заторможенной ударной волне, известную как «Standing Accretion Shock Instability» (SASI, Стоячая Аккреционная Ударная Волна). Эта нестабильность возникает вследствие развития нерадиальных возмущений аккрецирующей ударной волны, деформируя её, что может привести к выходу ударной волны во внешние слои звезды и взрыву сверхновой. SASI часто используется в тандеме с теориями нейтрино в компьютерном моделировании активизации заторможенной ударной волны.
Компьютерное моделирование принесло успех при расчёте поведения сверхновых II типа на этапе формирования в них ударной волны. Путём пренебрежения первой секундой взрыва и предполагая, что взрыв начался, астрофизики смогли сделать подробные предсказания об элементах, созданных сверхновой и ожидаемой для неё кривой блеска.

## Кривые блеска для сверхновых типа II-L и типа II-P

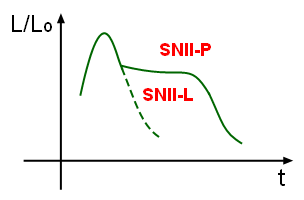
Этот график светимости от времени показывает характерные формы кривых блеска для сверхновой звезды типа II-L и II-P.

Спектр сверхновой II типа обычно отображает линии поглощения Бальмера — уменьшенный поток на характерных частотах, где атомы водорода поглощают энергию. Наличие этих линий используется, чтобы отличить эту категорию сверхновой от сверхновой I типа.
Когда яркость сверхновой звезды II типа нанесена на график времени, она показывает характерный пик яркости с последующим снижением. Эти кривые блеска имеют среднюю скорость снижения 0,008 звёздной величины в день; значительно ниже, чем скорость снижения сверхновых Ia типа. Тип II подразделяется на два класса, в зависимости от формы кривой блеска. Кривая блеска для сверхновой звезды типа II-L показывает устойчивое линейное снижение после максимальной яркости. Напротив, кривая блеска сверхновой типа II-P имеет своеобразную плоскость (называемое плато) во время спада, когда светимость снижается с меньшей скоростью: 0,0075 величины в день для типа II-P, против 0,012 величины в день для типа II-L.
Считается, что различие в форме кривых блеска вызвано в случае сверхновых типа II-L выбрасыванием большей части водородной оболочки исходной звезды. Фаза плато в сверхновых типа II-P обусловлена изменением непрозрачности внешнего слоя. Ударная волна ионизует водород во внешней оболочке — отгоняет электрон от атома водорода, — что приводит к значительному увеличению непрозрачности. Это предотвращает выход фотонов из внутренних частей взрыва. Когда водород достаточно охлаждается для рекомбинации, внешний слой становится прозрачным.

## Сверхновые типа IIn
«N» обозначает узкий, что указывает на наличие узких или средних эмиссионных линий водорода в спектрах. Средняя ширина указывает, что выброс от взрыва может сильно взаимодействовать с газом вокруг звезды — околозвёздной средой. Оценённая околозвёздная плотность, необходимая для объяснения наблюдаемых свойств, намного выше, чем ожидалось от стандартной теории эволюции звёзд. Считается, что высокая околозвёздная плотность обусловлена большой потерей массы перед возникновением сверхновой IIn. Оцененные значения потерь массы обычно выше 10−3 Mʘ год−1. Имеются указания на то, что они возникают как звёзды, похожие на яркие голубые переменные с большими потерями массы до взрыва. SN 1998S и SN 2005gl являются примерами сверхновых типа IIn; SN 2006gy, чрезвычайно активная сверхновая, может быть другим примером.

## Сверхновые типа IIb
Сверхновая типа IIb имеет слабую линию водорода в исходном спектре, поэтому она классифицируется как тип II. Однако позднее излучение водорода становится незаметным, но есть второй пик кривой блеска, который имеет спектр, который более напоминает сверхновую типа Ib. Предшественник мог быть массивной звездой, который выбросил большинство внешних слоёв, или который потерял большую часть своей водородной оболочки из-за взаимодействия с компаньоном в двойной системе, оставив после себя ядро, состоящее почти полностью из гелия. По мере того, как выбросы типа IIb расширяются, слой водорода быстро становится более прозрачным и выявляет более глубокие слои. Классическим примером сверхновой типа IIb является сверхновая SN 1993J, другой пример Кассиопея А. Класс IIb был впервые предложен (как теоретическая концепция) Woosley et al. в 1987 году, и этот класс вскоре был применён к SN 1987K и SN 1993J.

## Гиперновая звезда
Гиперновая — редкий тип сверхновой, существенно более яркий и активный, чем обычные сверхновые. Примерами являются 1997ef (тип Ic) и 1997cy (тип IIn). Гиперновые образуются различными способами: релятивистские струи в процессе образования чёрной дыры при возврате материи на ядро нейтронной звезды — модель коллапсара; взаимодействие с плотной оболочкой околозвёздной материи — модель CSM (англ.: CircumStellar Material); огромные парно-нестабильные сверхновые; возможны другие модели, такие как двойная и кварковая звезда.
Звёзды с изначальными массами примерно от 25 до 90 масс Солнца имеют ядра достаточно крупные, чтобы после взрыва сверхновой материя возвращалась к ядру нейтронной звезды и формировала чёрную дыру. Во многих случаях это уменьшает яркость сверхновой, а при массе выше 90 M⊙ звезда превращается непосредственно в чёрную дыру без взрыва сверхновой. Но если прародитель вращается достаточно быстро, падающая материя генерирует релятивистские струи, которые излучают больше энергии, чем первоначальный взрыв. Они также могут быть видны непосредственно, если излучаются в нашу сторону, создавая впечатление ещё более светящегося объекта. В некоторых случаях они могут генерировать гамма-всплески, хотя не все гамма-всплески происходят от сверхновых.
В некоторых случаях сверхновая звезда II типа возникает, когда звезда окружена очень плотным облаком материи, выброшенным, вероятно, во время вспышек голубых переменных. Эта материя ударного взрыва становится более яркой, чем стандартная сверхновая. Вероятно, существует диапазон светимостей для этих сверхновых типа IIn с самой яркой в виде гиперновой.
Парно-нестабильные сверхновые возникают, когда кислородное ядро в чрезвычайно массивной звезде становится достаточно горячим, чтобы гамма-излучение спонтанно порождало электрон-позитронные пары. Это приводит к коллапсу ядра, но когда коллапс железного ядра вызывает эндотермический синтез с более тяжёлыми элементами, коллапс кислородного ядра создаёт стремительный экзотермический синтез, который окончательно разрушает звезду. Выделенная общая энергия зависит от изначальной массы, при этом большая часть ядра преобразуется в 56Ni и выбрасывается, что затем приводит к сверхновой в течение нескольких месяцев. В конце пути звезды с массой около 140 M⊙ образуют сверхновые, которые являются долгоживущими, но в остальном типичными, в то время как звёзды с наивысшей массой около 250 M⊙ производят сверхновые чрезвычайно яркие, а также очень долгоживущие, — гиперновые. Более массивные звёзды умирают от фотоядерных превращений. На эту стадию могут попасть только звёзды населения III с очень низкой металличностью. Звёзды с более тяжёлыми элементами более тусклые и сбрасывают свои внешние слои, пока они не станут достаточно маленькими, чтобы взорваться как нормальная сверхновая Ib/c типа. Считается, что даже в нашей галактике слияния старых звёзд с низкой металличностью могут образовывать массивные звёзды, способные превратиться в парно-нестабильную сверхновую.